# Juicio de Salomón

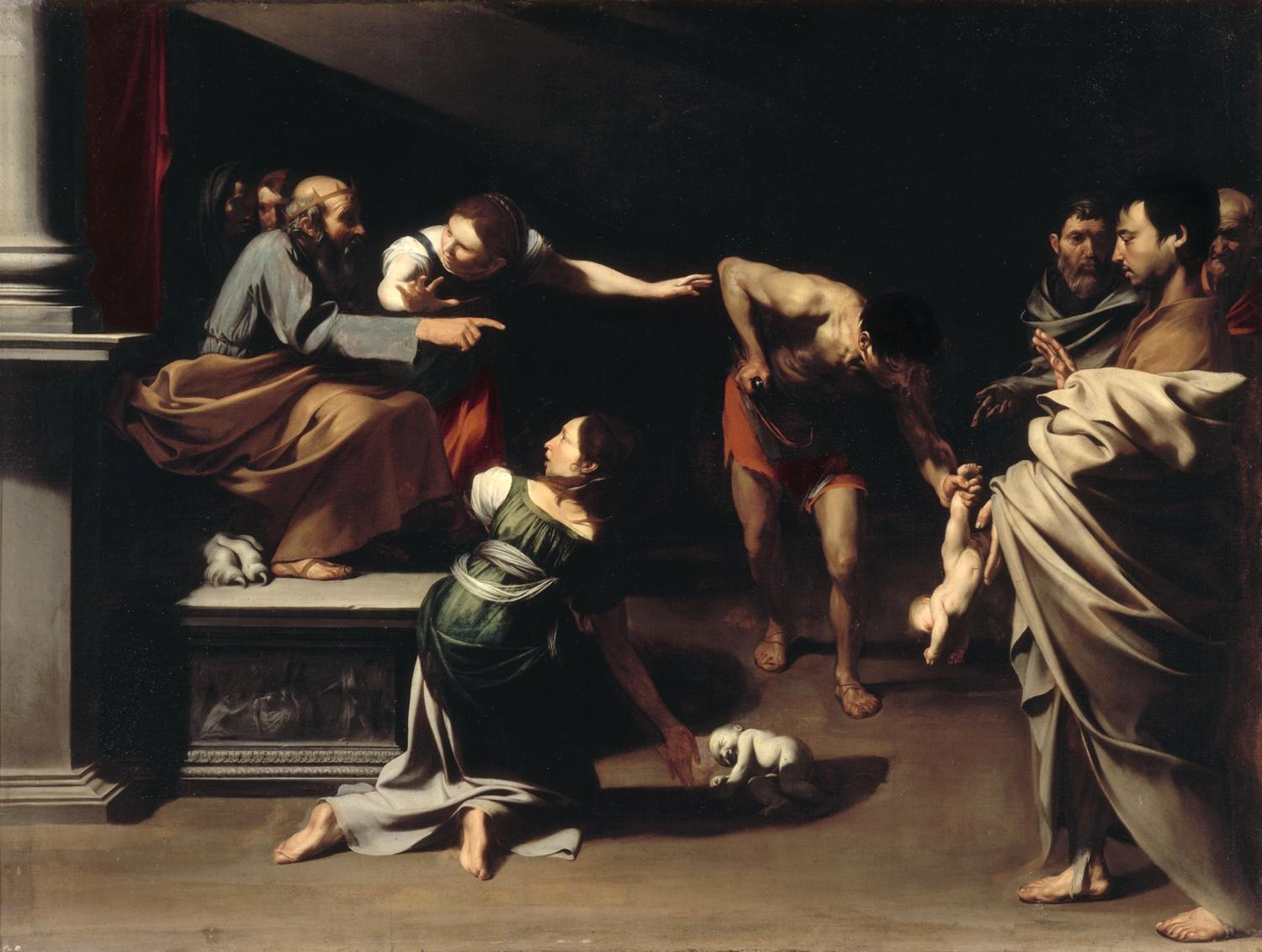
Óleo de José de Ribera (1610).

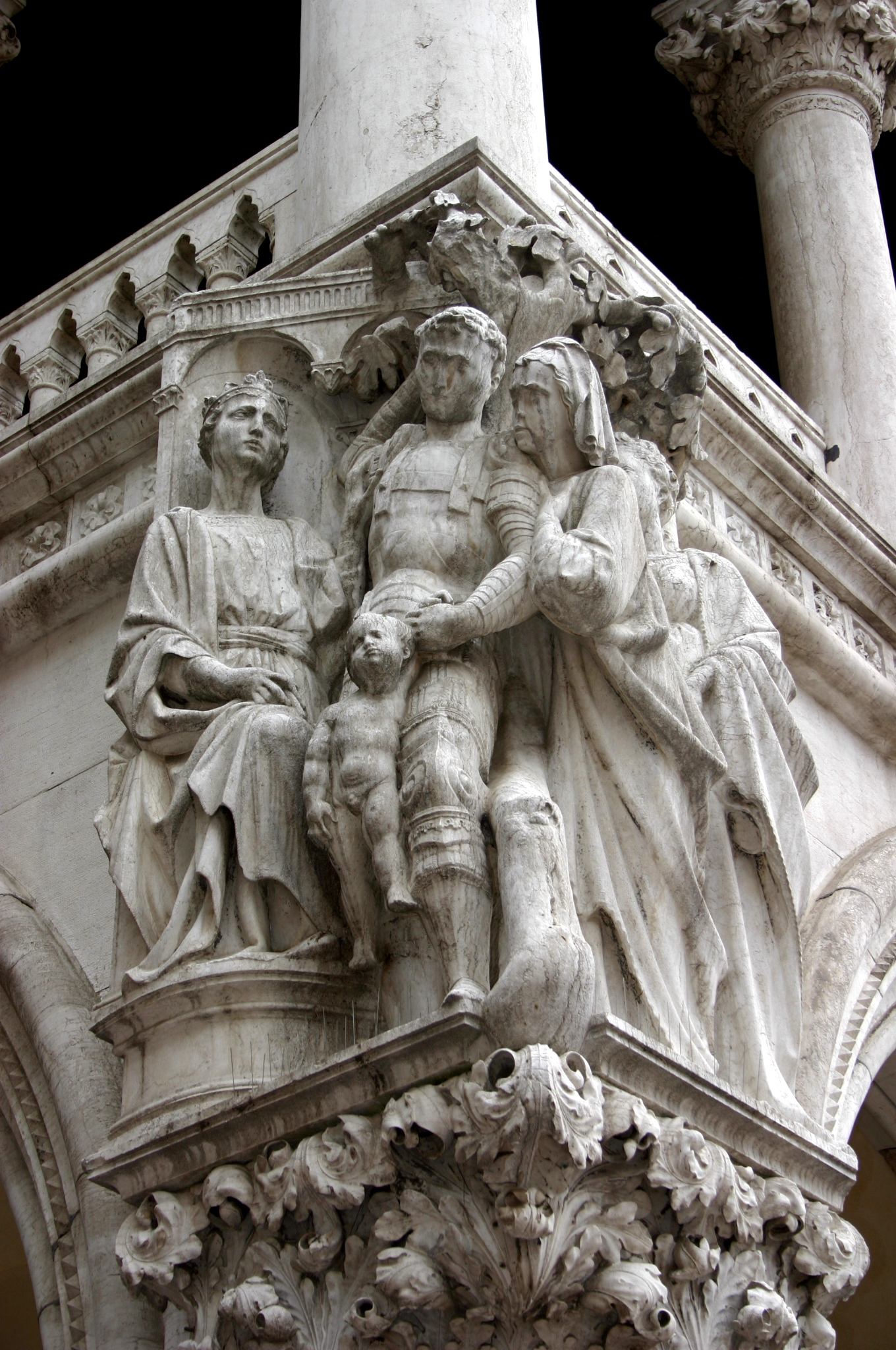
Capitel historiado en el Palacio Ducal de Venecia, Pietro Lamberti o Nanni di Bartolo.

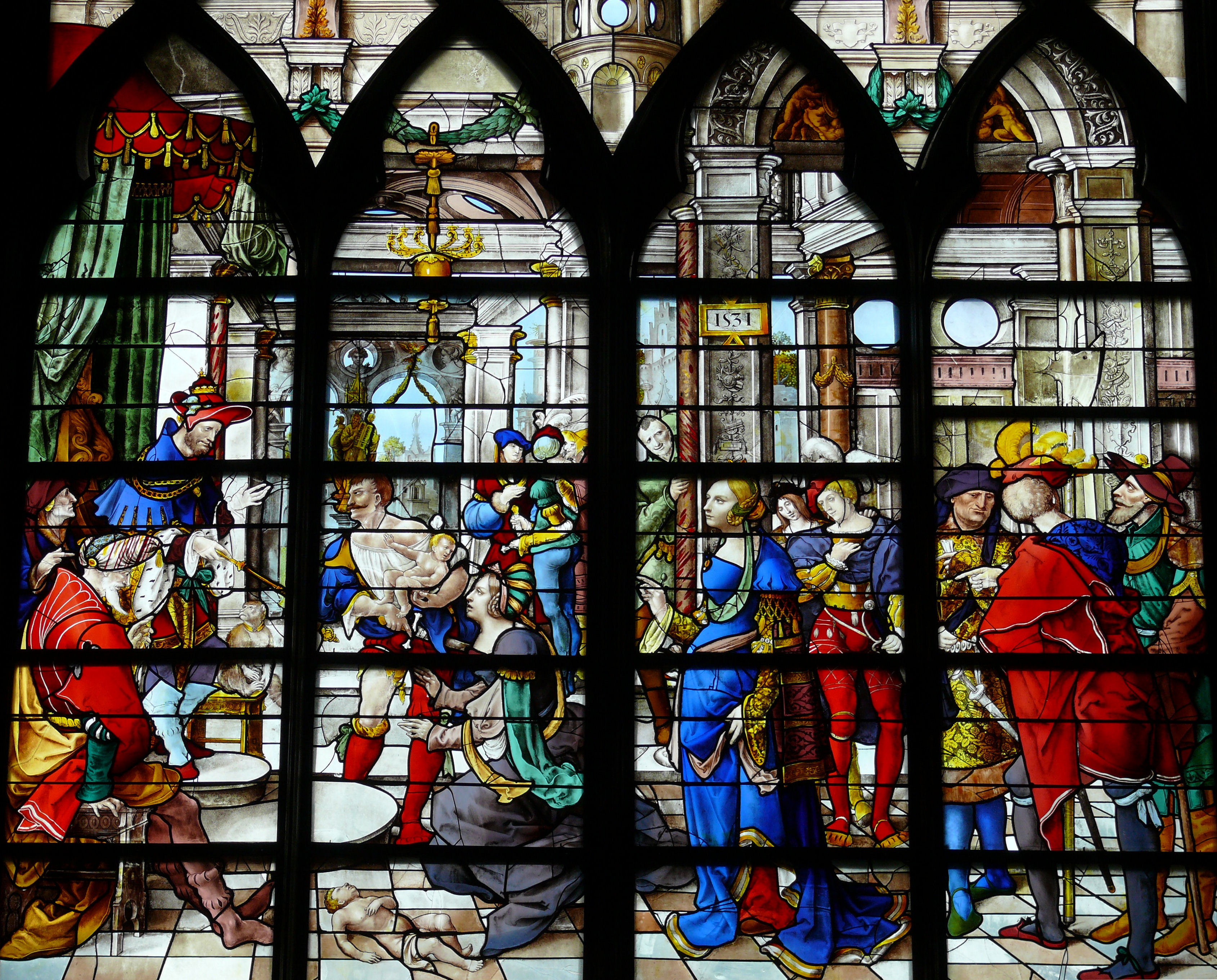
Vitral de la iglesia de Saint-Gervais-Saint-Protais, atrib. Jean Cousin el Viejo (ca. 1540).

Juicio de Salomón o salomónico, justicia, decisión o sabiduría de Salomón o salomónica, son denominaciones convencionales de un tema muy tratado en el arte, que se fundamenta en lo narrado en el libro I de los reyes. En él se escribe el recurso que utilizó Salomón, rey de Israel, para averiguar la verdad en un caso judicial que se le presentaba: la disputa entre dos mujeres, el hijo de una de las cuales había muerto; ambas decían ser la madre del niño vivo.

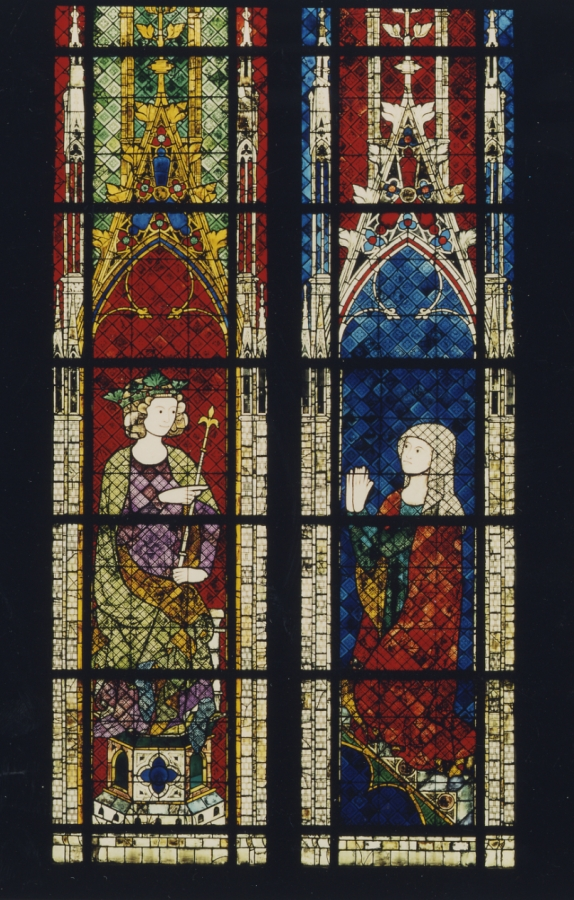
Salomón y la madre verdadera. Vitral de la catedral de Estrasburgo (ca. 1340).
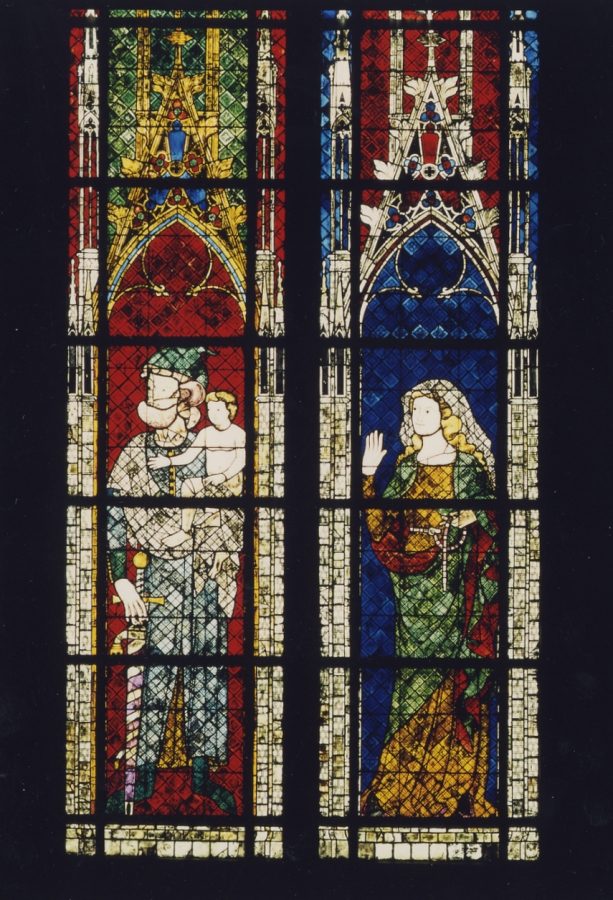
Soldado y la madre falsa. Idem.

«Ésta afirma: “Mi hijo es el que vive y tu hijo es el que ha muerto”; la otra dice: “No, el tuyo es el muerto y mi hijo es el que vive.”» Y añadió el rey:
—Traedme una espada.
Y trajeron al rey una espada. En seguida el rey dijo:
—Partid en dos al niño vivo, y dad la mitad a la una y la otra mitad a la otra.
Entonces la mujer de quien era el hijo vivo habló al rey (porque sus entrañas se le conmovieron por su hijo), y le dijo:
—¡Ah, señor mío! Dad a ésta el niño vivo, y no lo matéis.
—Ni a mí ni a ti; ¡partidlo! —dijo la otra.
Entonces el rey respondió:
—Entregad a aquélla el niño vivo, y no lo matéis; ella es su madre.

Además de exaltar la justicia y sabiduría de quien ejerce el poder político legítimo (el que proviene de Dios en la interpretación tradicional), resalta el valor de la abnegación del amor maternal (que prefiere renunciar al propio derecho por el superior interés del hijo) en contraste con la maldad de la envidia (que prefiere el mal ajeno aun sin provecho propio -"el perro del hortelano"-). El hecho de que ambas mujeres se presenten como prostitutas, las emparenta con otros personajes bíblicos de condición convencionalmente considerada como impura, que ejemplifican cómo la virtud puede surgir en cualquier situación personal: el buen samaritano (también del Antiguo Testamento), o (ya en el Nuevo Testamento) el buen ladrón y el mal ladrón, la mujer samaritana o distintas mujeres del entorno de Cristo, alguna de ellas prostituta.
La forma en que se describe la muerte del niño (aplastado por su madre durante el sueño) es una forma relativamente frecuente de describir la muerte de lactantes en las sociedades preindustriales, y puede relacionarse también con el encubrimiento del infanticidio (de voluntariedad más o menos consciente por parte de la madre). Tampoco es infrecuente en la actualidad la muerte de niños de poca edad sin causa clara (síndrome de muerte súbita del lactante).
La Midrash hebrea interpreta que ambas mujeres eran viudas emparentadas (sus maridos, muertos, serían padre e hijo). En esas circunstancias, perder el hijo suponía para las mujeres un destino problemático (yevamah sujeta al yibbum según la ley del levirato).

## Trascendencia
Es uno de los episodios bíblicos más citados, y como tópico literario ha sido reproducido y parafraseado en numerosas obras.
Miguel de Cervantes hace de Sancho Panza un paródico Salomón en sus intervenciones judiciales como gobernador de la Ínsula Barataria.

Y mandó que allí, delante de todos, se rompiese y abriese la caña. Hízose así, y en el corazón della hallaron diez escudos en oro; quedaron todos admirados y tuvieron a su gobernador por un nuevo Salomón.

El dramaturgo alemán Bertolt Brecht realiza en El círculo de tiza caucasiano una revisión del tema, emparentado con una historia china similar (Huilang Ji, de Li Xingdao 行道 o Li Qianfu 李潛夫), pero de planteamiento opuesto (la mujer que demuestra merecer al niño, por amarlo, es precisamente la que no es su madre biológica).
El jurista y psicólogo holandés Peter Hoefnagels estableció un concepto denominado paradoxale toewijzing (traducible como "asignación paradójica") para la asignación de los derechos de paternidad, inspirado en el juicio de Salomón.
La utilización de la espada como símbolo del poder y la justicia, y la prudencia que debe tener el gobernante a la hora de usarla, es un tema muy frecuente; y se ha enfocado históricamente desde otros puntos de vista. Uno de ellos es la manera en que Alejandro Magno afronta el problema del nudo gordiano; nadie había podido deshacerlo en siglos, y él decide cortarlo con su espada, lo que le convirtió en ejemplo de resolución. Los Reyes Católicos tomaron como lema Tanto Monta, por sugerencia de Antonio de Nebrija, en relación con ello ("tanto monta" -o sea, "da lo mismo"- deshacerlo que cortarlo).

## Iconografía
La escena viene siendo representada desde la Edad Media. Su iconografía influyó en la habitual composición de otras de similares elementos (decisión vital de un magistrado —habitualmente entronizado—, presencia de soldados y figura femenina), pero ambientadas en la Antigüedad romana, como es el caso de la clemencia de Escipión o de la justicia de Trajano.
Edad Media

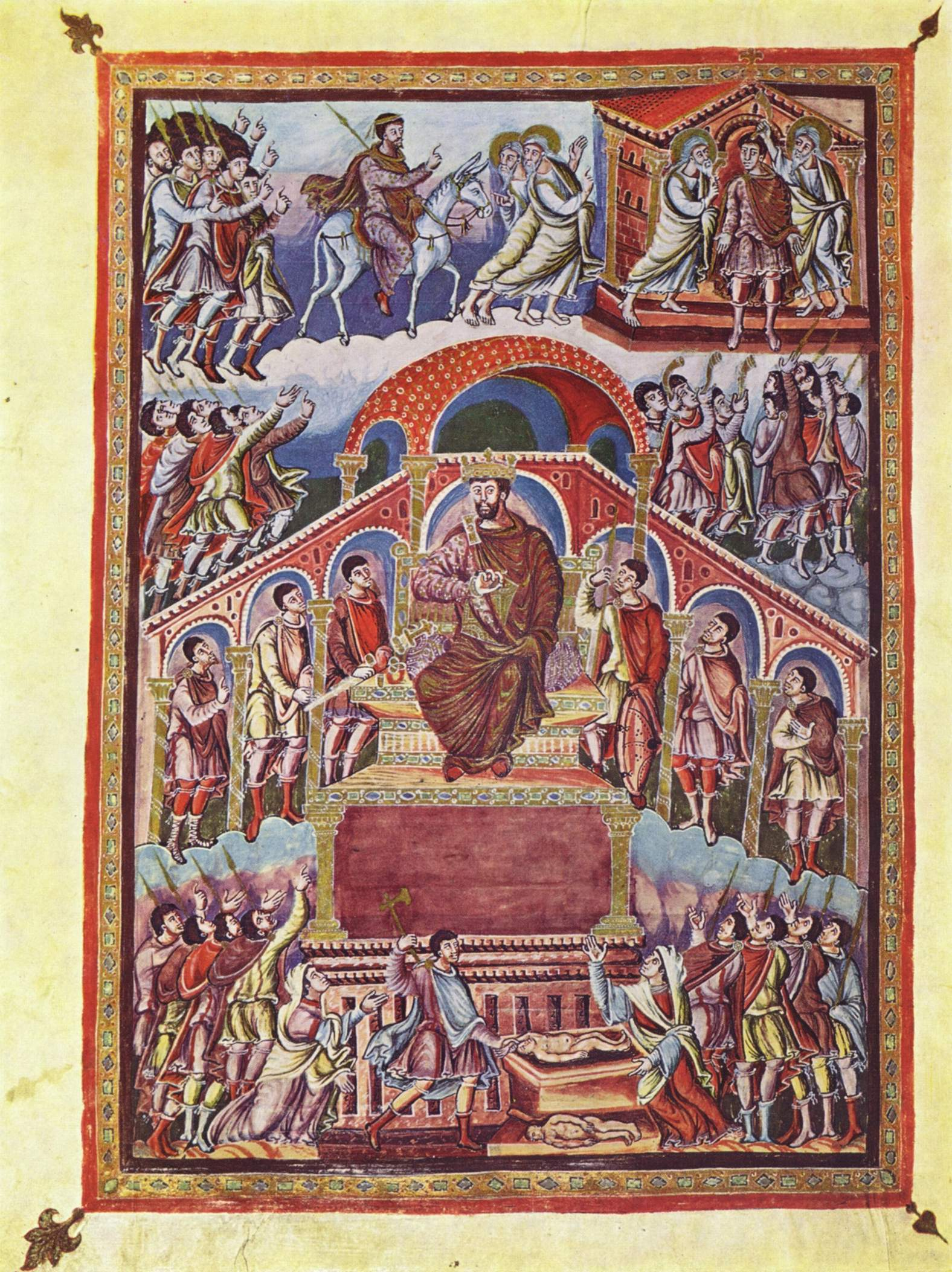
Ilustración de la Biblia de San Pablo Extramuros (ca. 880).
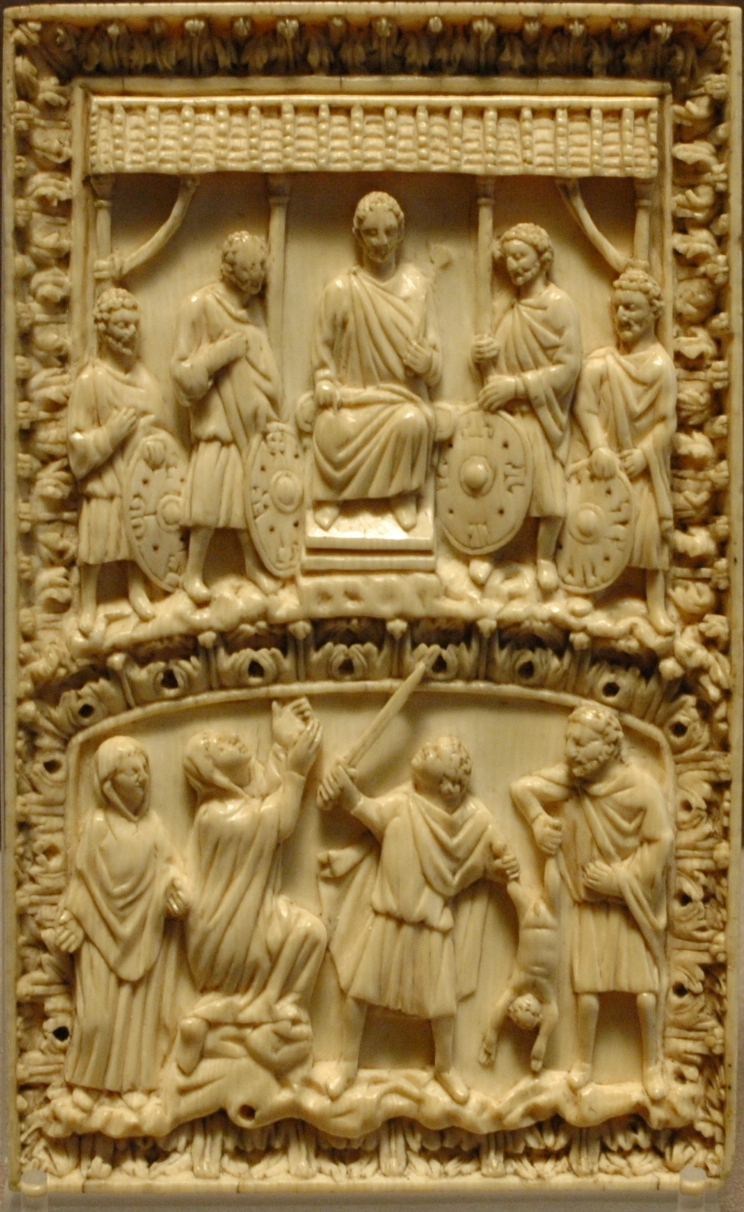
Cubierta de códice en marfil. Trésor de Saint-Denis,[9] (ca. siglo X).
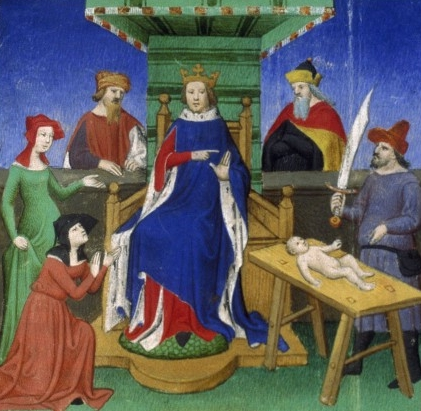
Ilustración de la Bible historiale de Guyart des Moulins (ca. 1415).
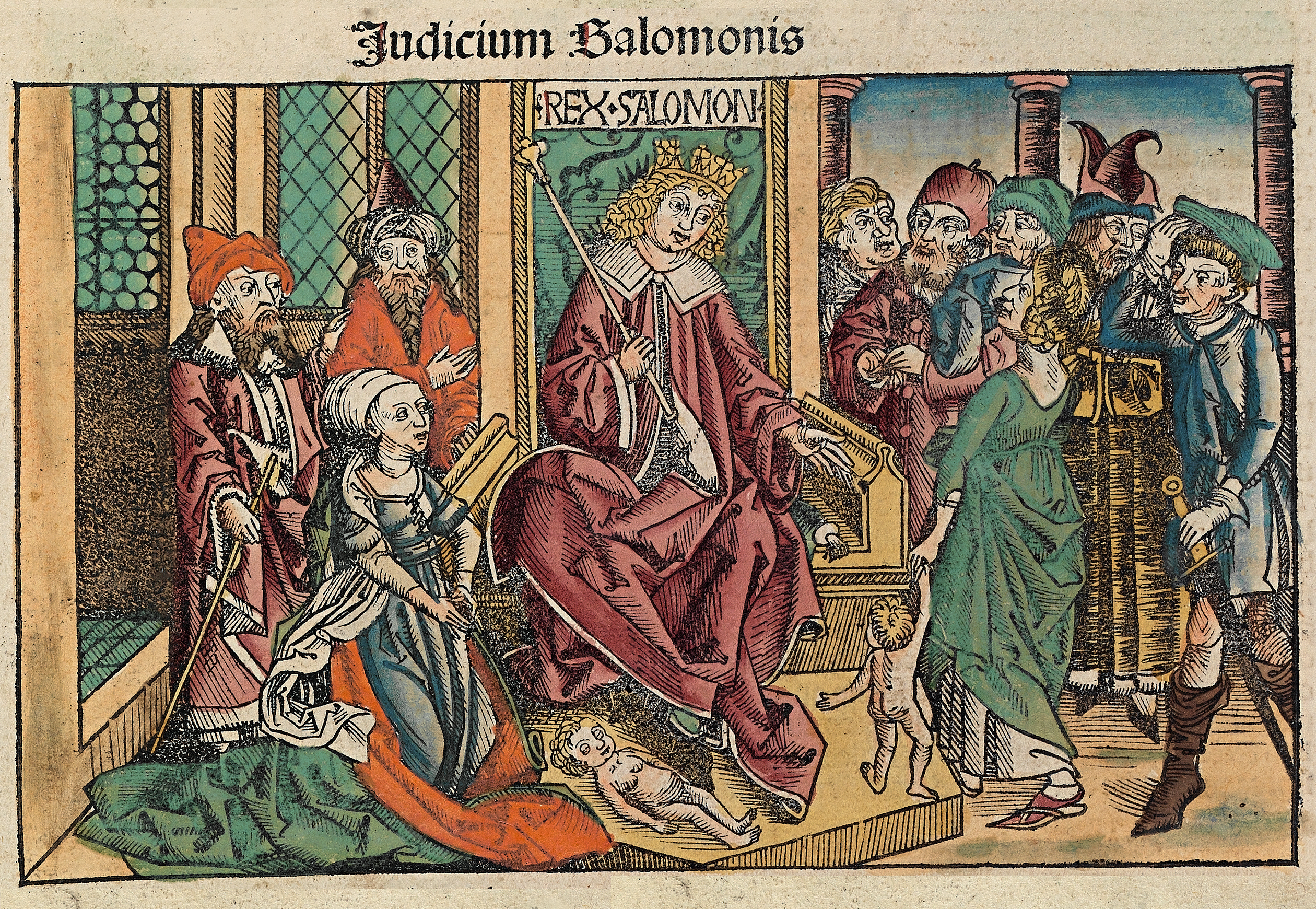
Ilustración de las Crónicas de Núremberg (ca. 1493).

Edad Moderna

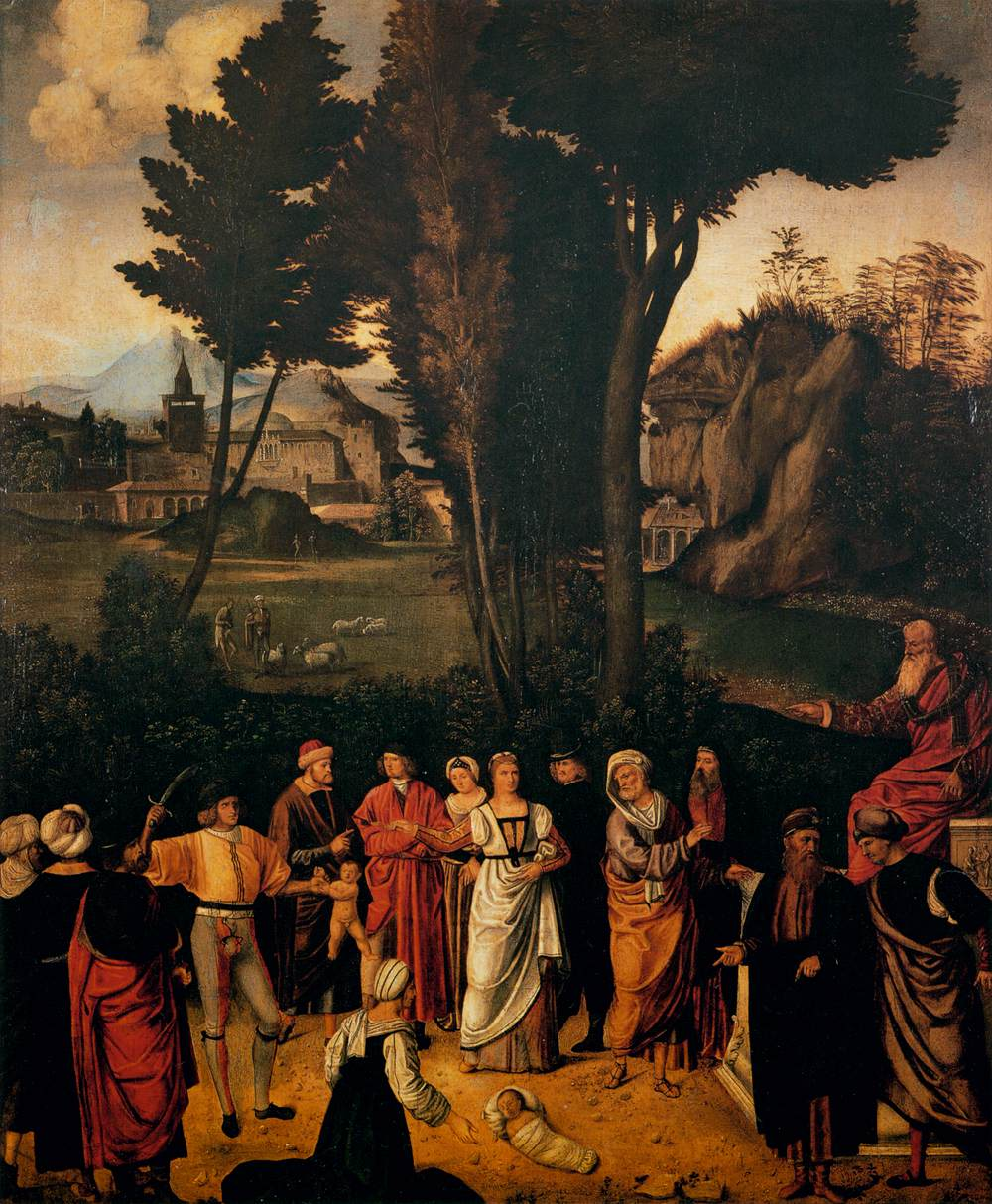
Óleo de Giorgione, Galería Uffizi (1500).
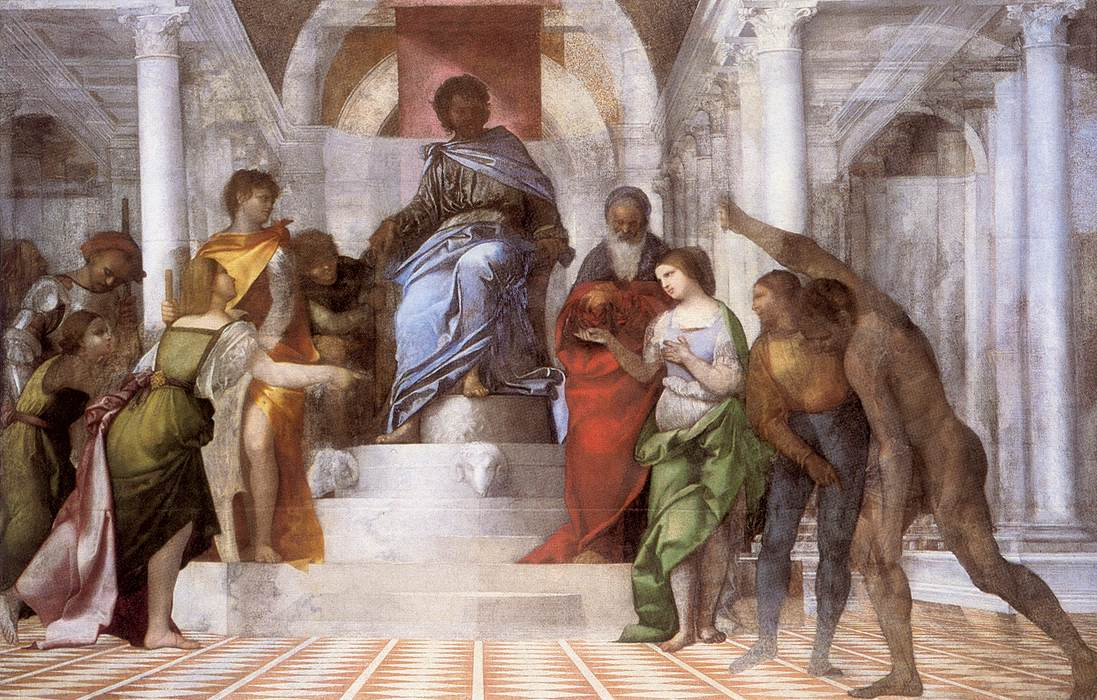
Óleo inacabado de Sebastiano del Piombo, palacio de Kingston Lacy (ca. 1510).
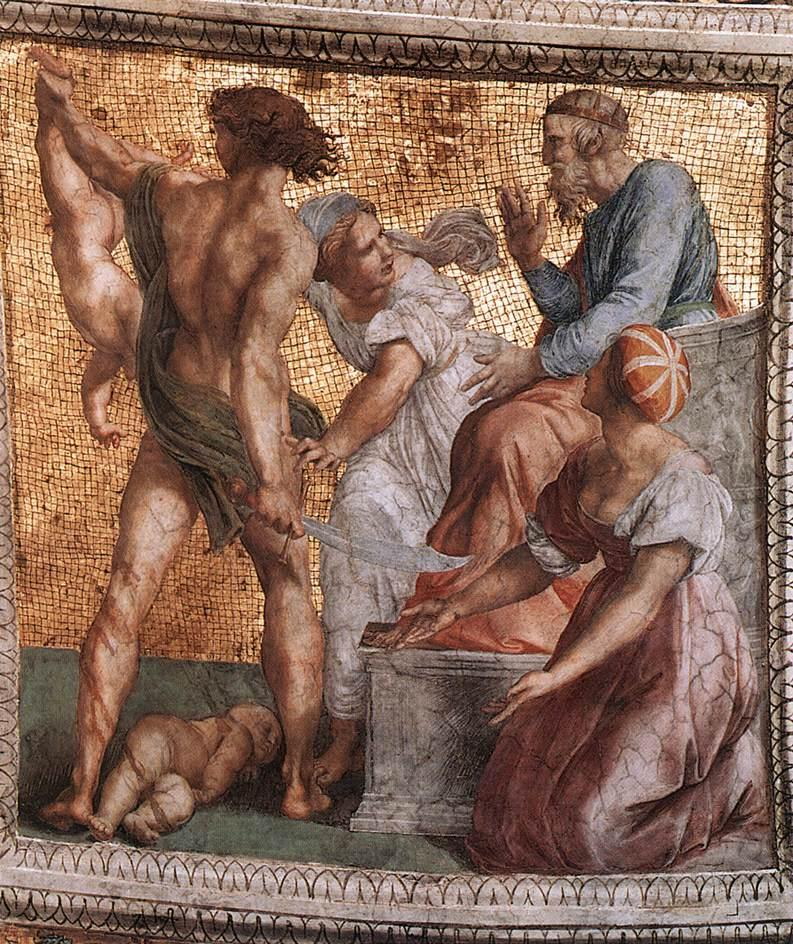
Fresco de Rafael, Stanza della Segnatura, Palacio Apostólico Vaticano (1511).
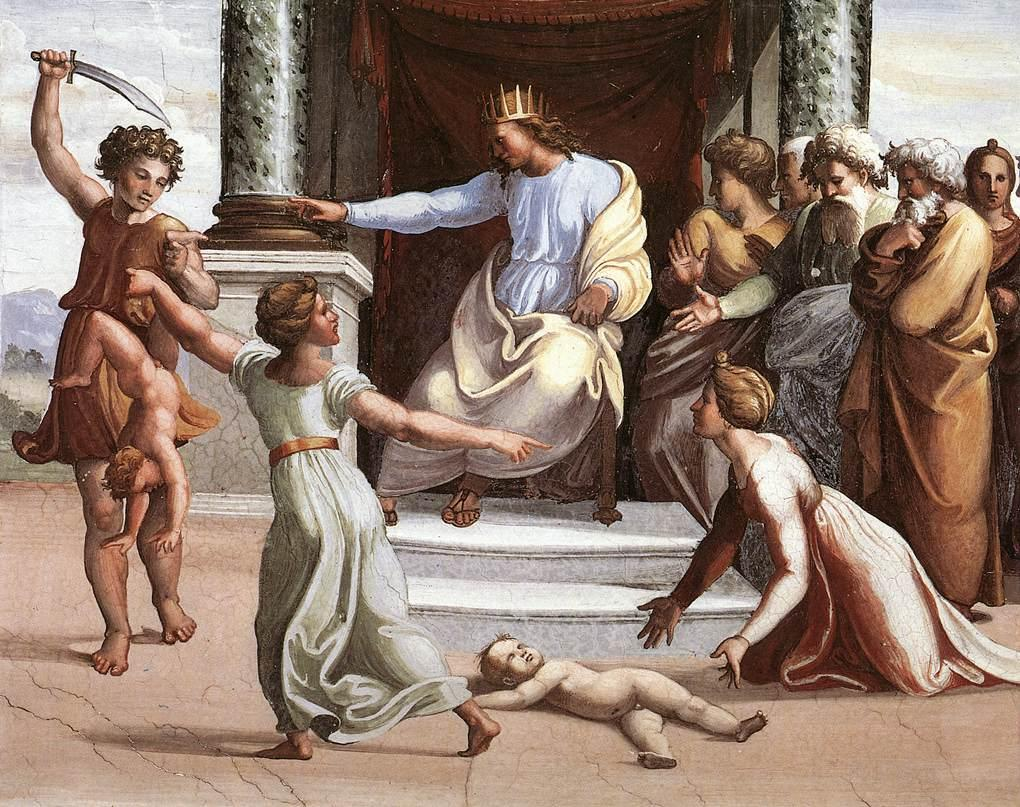
Fresco de Rafael, Logias Vaticanas (1519).
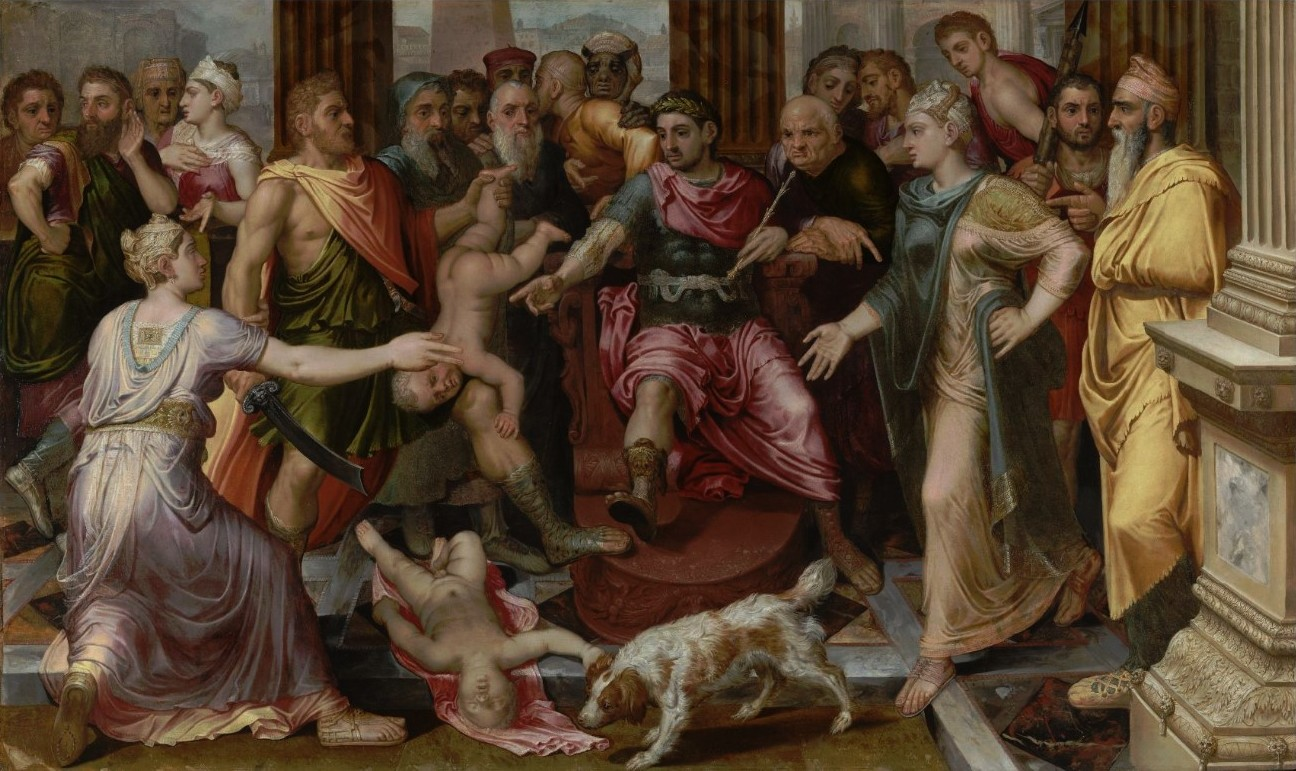
Óleo de Frans Floris, Museo Real de Bellas Artes de Amberes (ca. 1547).
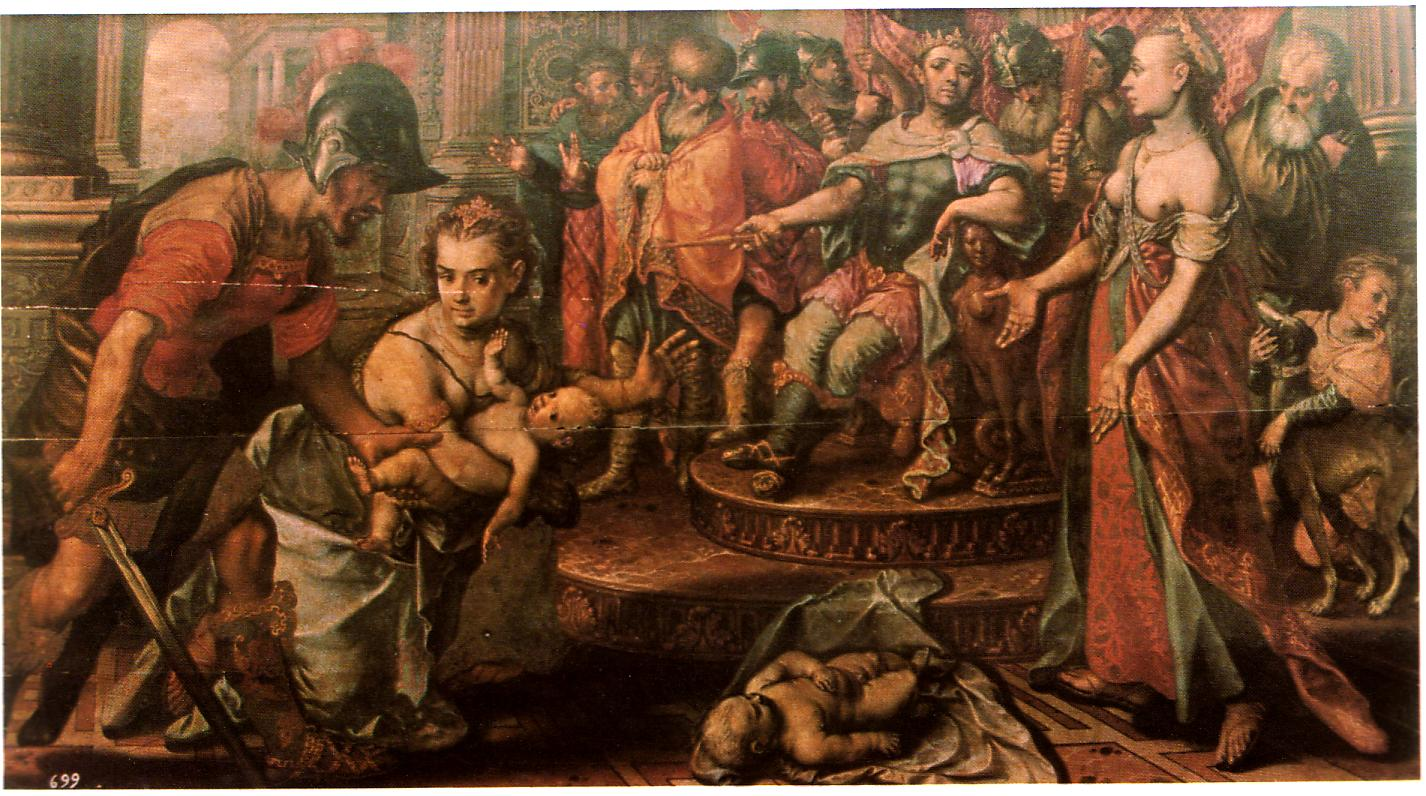
Óleo de Pieter Aertsen, dormitorio de Felipe II, Monasterio de El Escorial (1562).
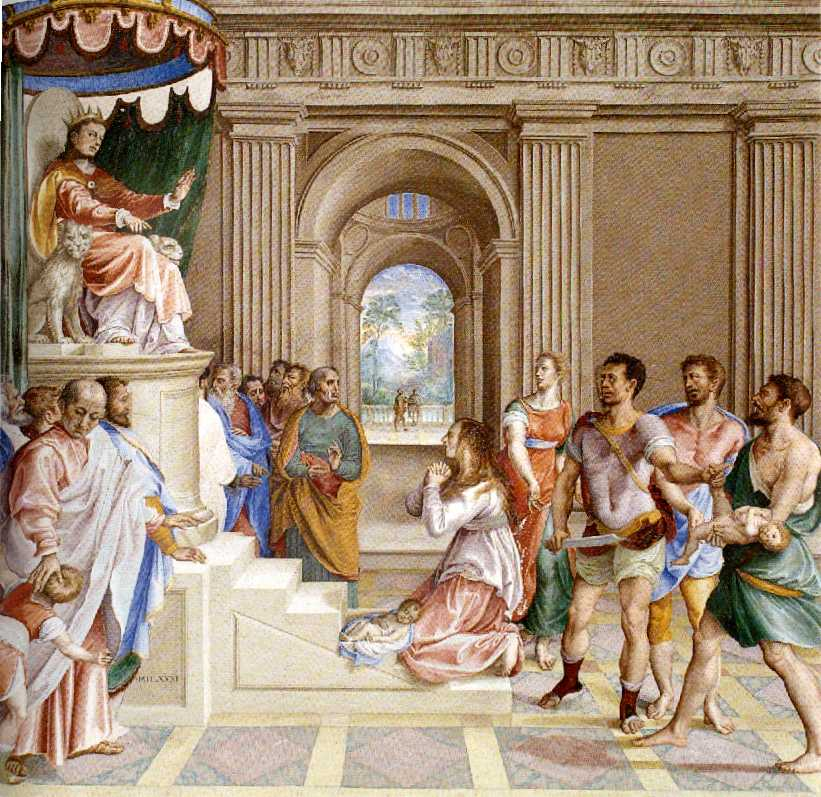
Fresco de Francesco da Urbino, celda del prior, Monasterio de El Escorial (1581).
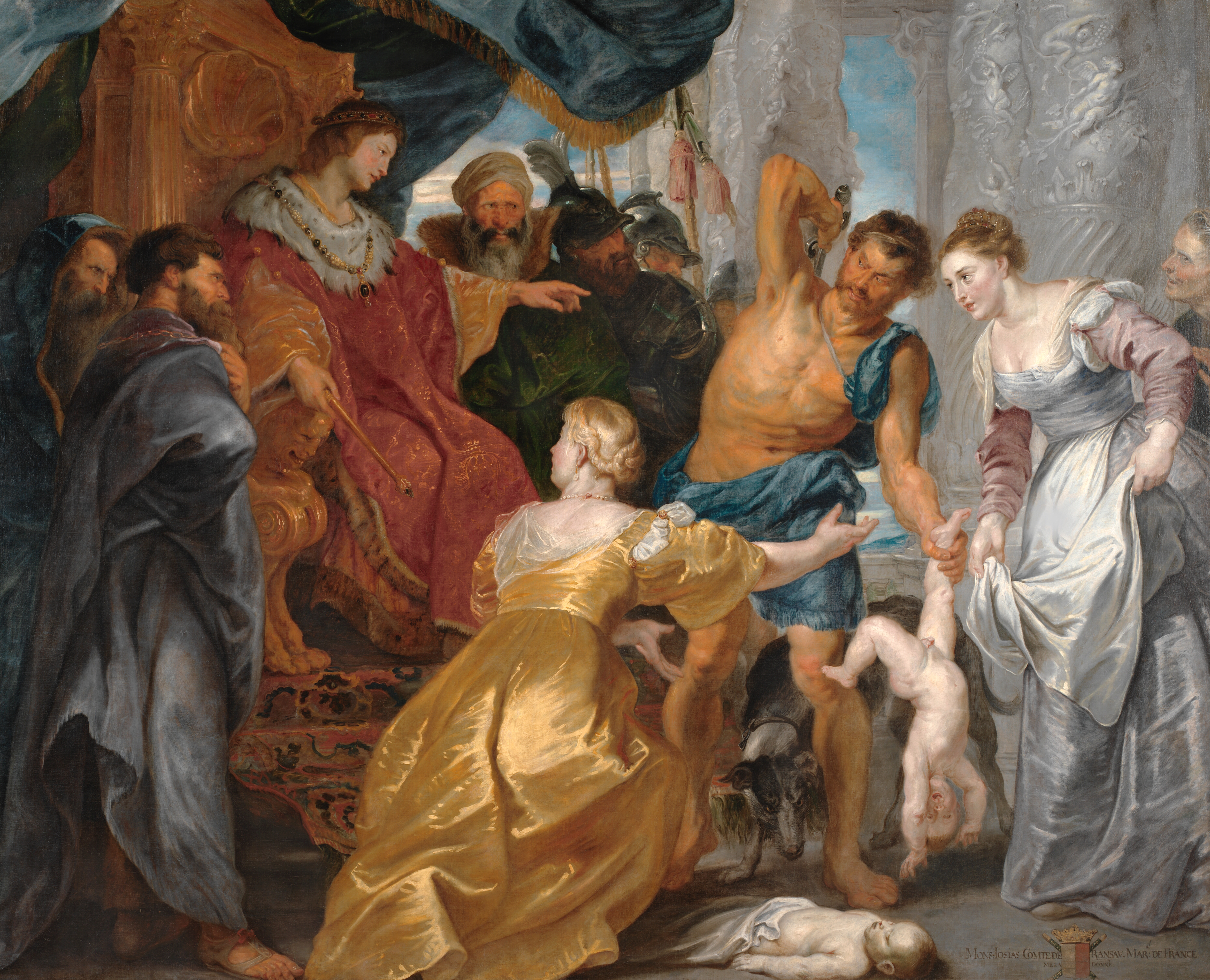
Óleo de Rubens, Galería Nacional de Dinamarca (1617).
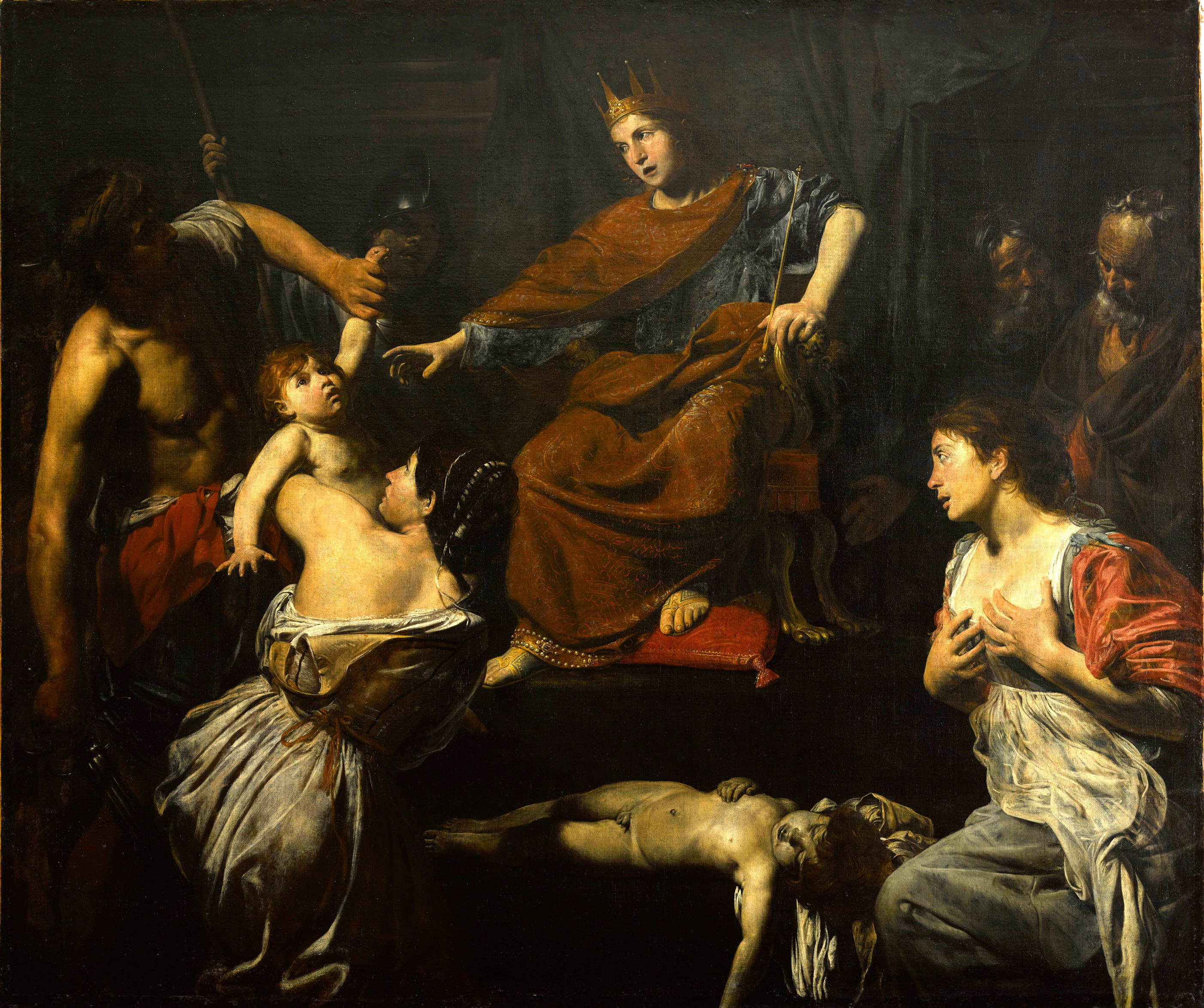
Óleo de Valentin de Boulogne, Museo del Louvre (ca. 1625).
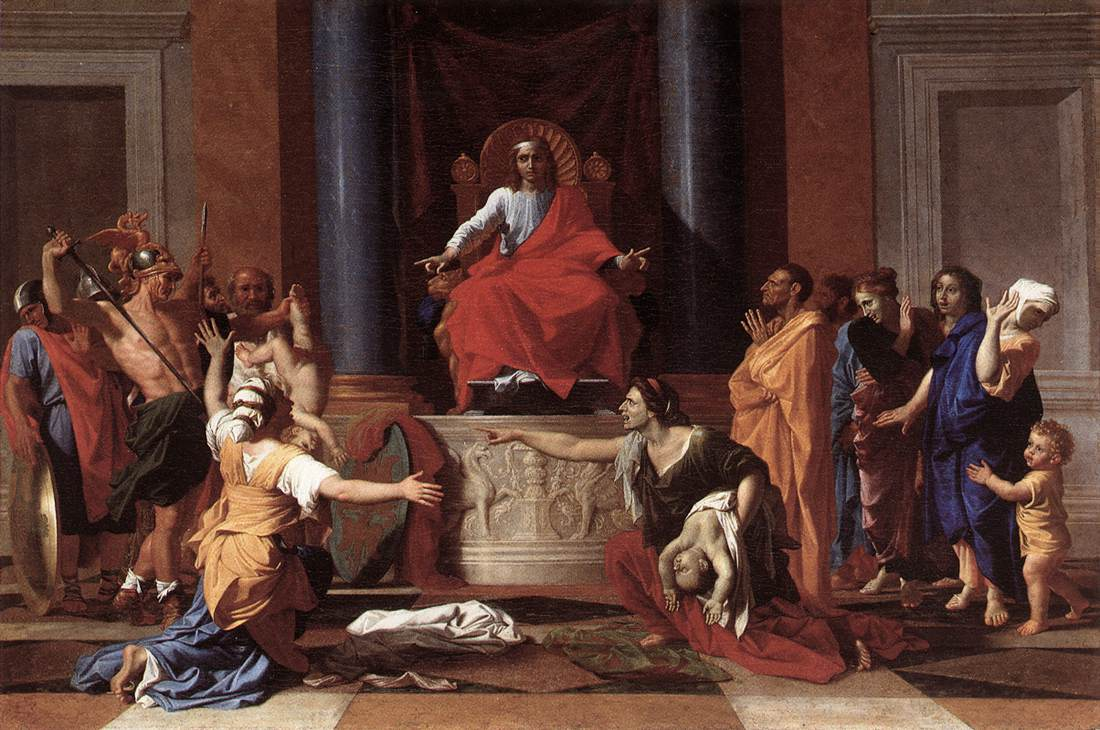
Óleo de Poussin, Museo del Louvre (1649).
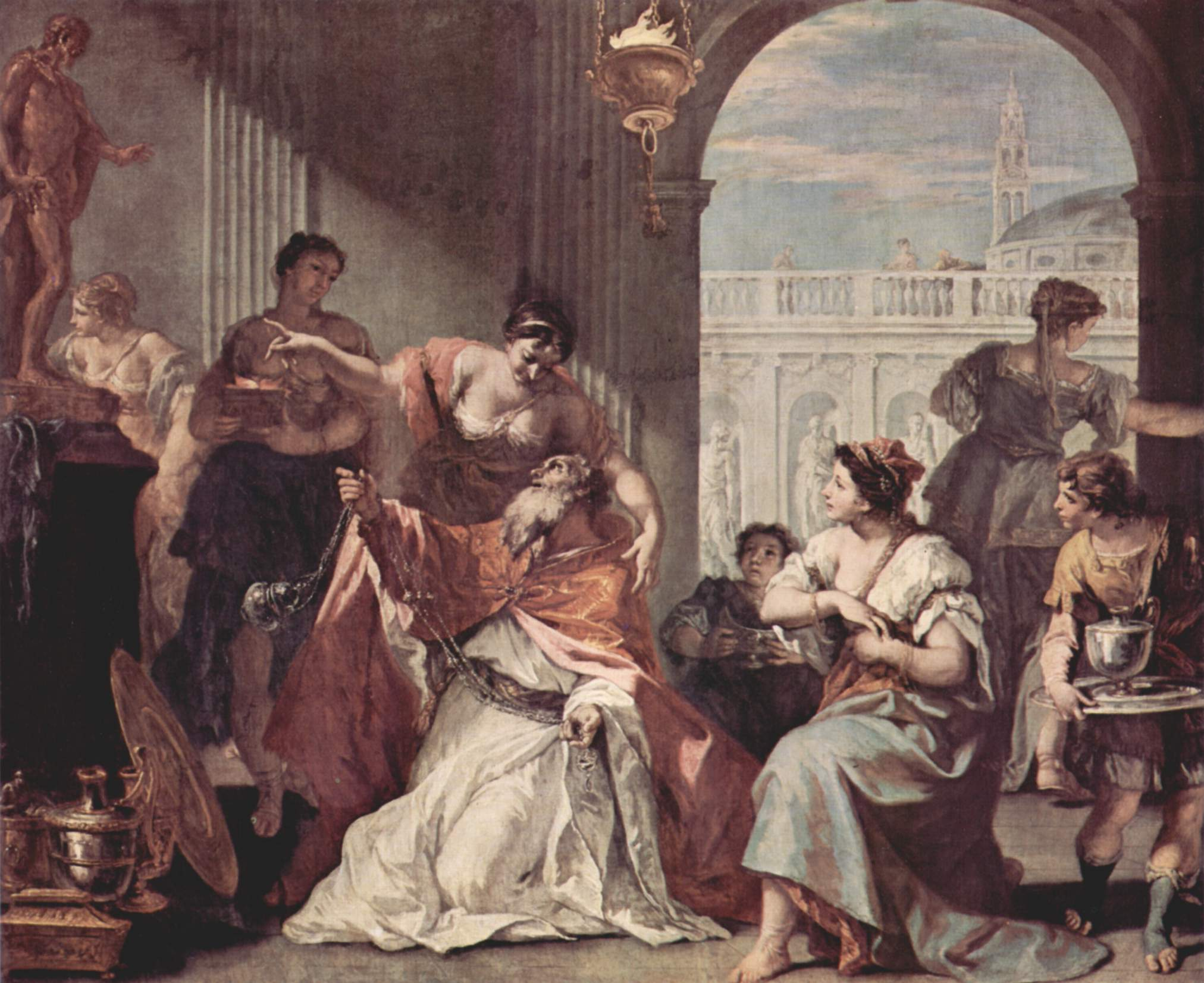
Óleo de Sebastiano Ricci, Galleria Sabauda de Turín (1724).
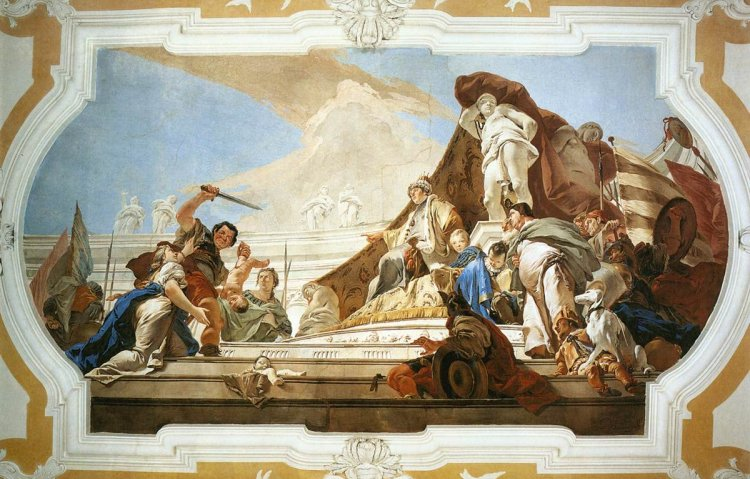
Fresco de Giovanni Battista Tiepolo, Palacio arzobispal de Údine (ca. 1729).

Edad Contemporánea

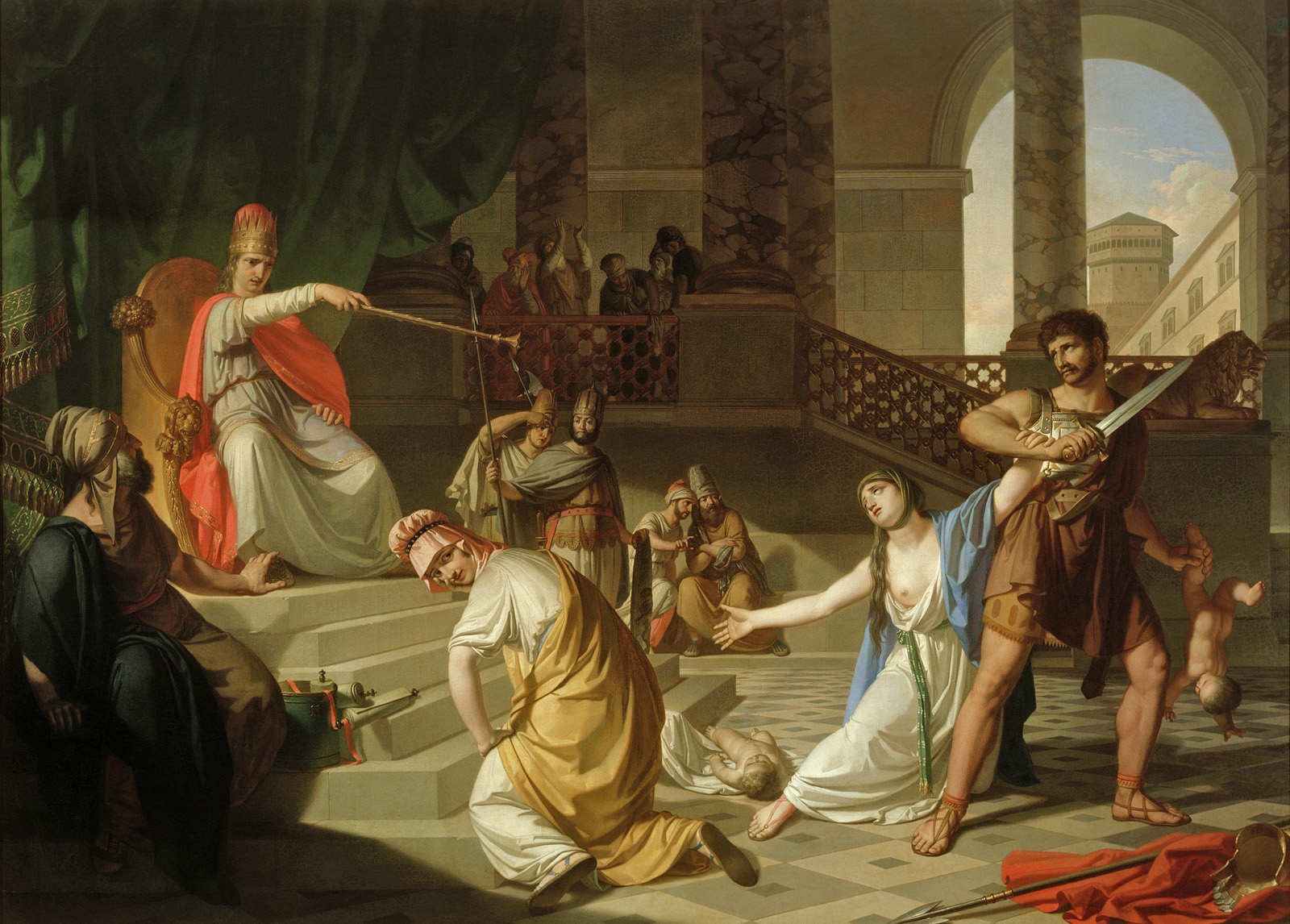
Óleo de Franc o Frančišek Kavčič.
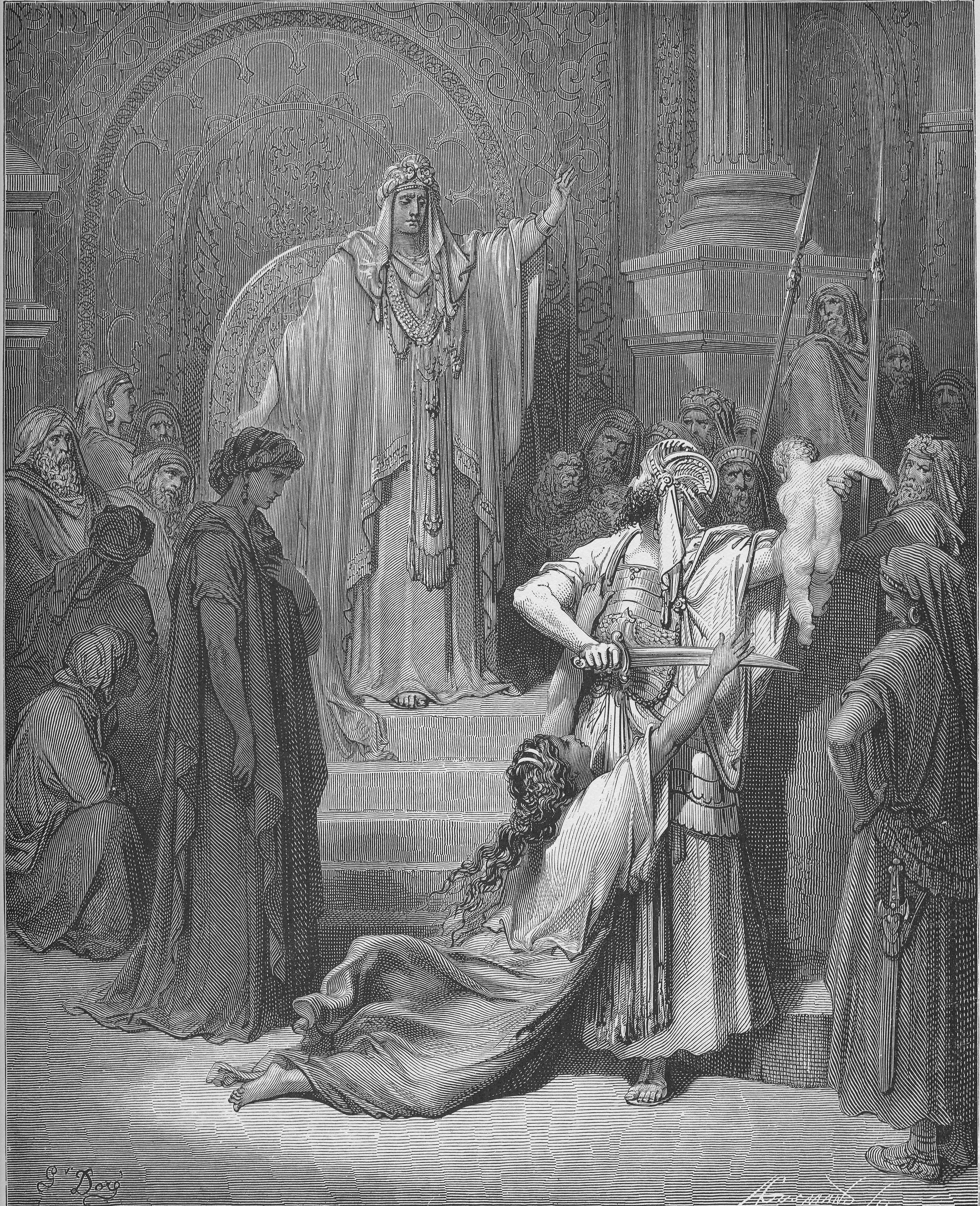
Grabado de Gustave Doré.
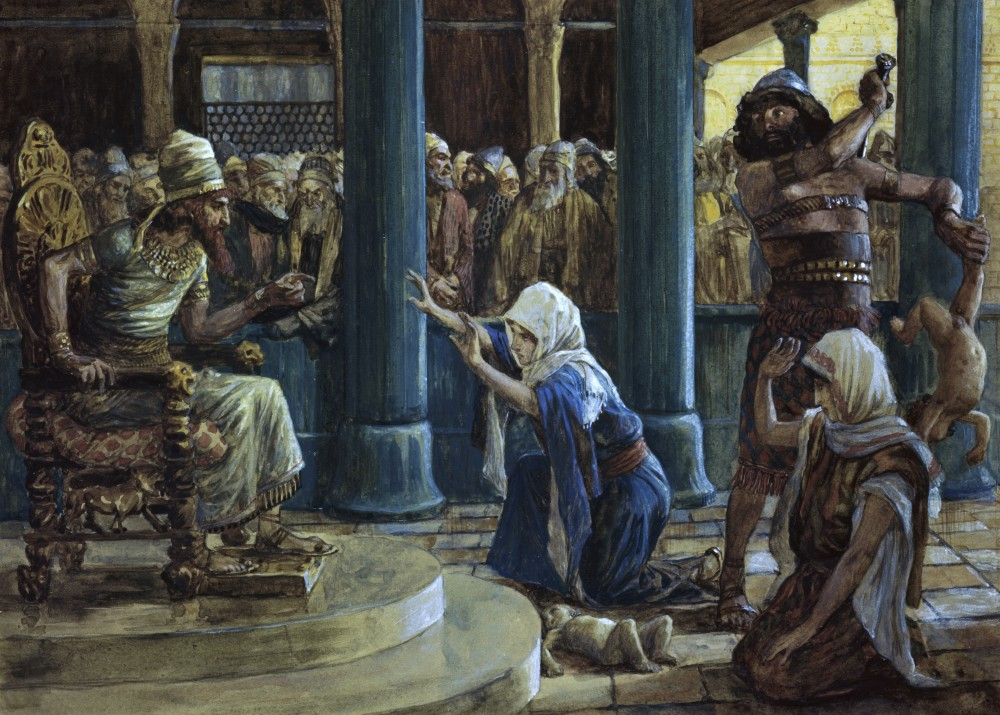
Ilustración bíblica de James Tissot.
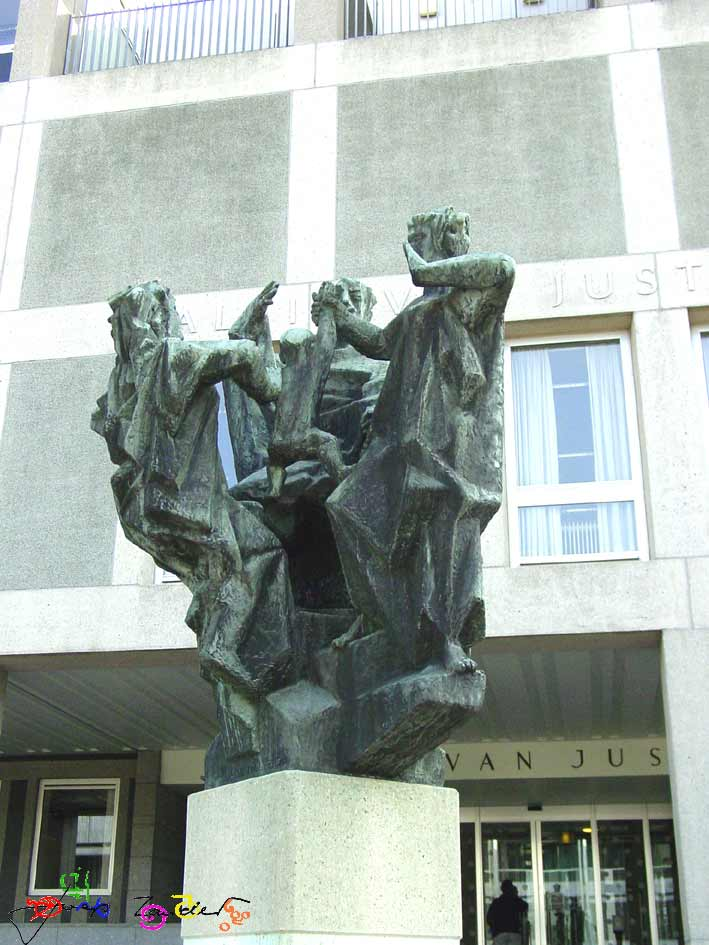
Grupo escultórico contemporáneo de Andre Schaller, frente a los tribunales de Arnhem.